# Lamborghini Miura
El Lamborghini Miura és un automòbil esportiu produït per l'empresa italiana Lamborghini entre 1966 i 1972. El Miura i el seu disseny van funcionar molt bé en competició, disputant títols amb el Ford GT40 i el Ferrari 250 LM a la pista de Le Mans. El Miura va revolucionar el concepte d'automòbil esportiu, i per les seves característiques tècniques i la radicalitat del seu disseny aquest model va donar peu al concepte de superesportiu.
El Miura va començar com un concepte de xassís de motor al darrere i estructura molt rígida i ultralleugera, una cosa nova per a automòbils de carrer en aquests anys. Existint ja un xassís sense nom, que havia estat exposat al Saló de l'Automòbil de Torí el 1965 (i amb gran acceptació), la marca va encarregar la realització de la carrosseria a exclusiva empresa Bertone. L'encarregat final de dissenyar el Miura va ser Marcello Gandini, un jove dissenyador de 25 anys que treballava per aquesta empresa, el nom del vehicle va ser pres de la tauromàquia: Miura és el cognom d'Eduardo Miura un criador de braus coneguts per la seva bravura i agilitat.

## Versions

### P400
Els primers Miura van ser nomenats P400, i estaven equipats amb un motor V12 de 3,2 litres. Després els P400 serien coneguts com a Posterior 4 litre, donada la nova posició del motor degut a l'augment del volum del motor dels models següents.

### Miura P400S
El Miura P400S, també conegut com a "Miura S", va ser presentat al Saló de l'Automòbil de Torí al novembre de 1968. És una evolució del P400 amb petits ajustaments en la seva aparença i augment en la potència del motor de 350 a 370 CV.

### Miura P400SV
La nova evolució impulsada entre altres coses per les nombroses carències del P400, fonamentalment aerodinàmiques, i per la seva entrada al mercat nord-americà a finals dels anys seixanta. El resultat va arribar el 1971, i constava de millores a la carrosseria i xassís, com així com un augment en la potència del motor a 385 CV. En total, es van fabricar una mica menys de 800 Miura entre 1966 i 1972, dels quals 175 són 'SV'.

### Miura P400 Jota
Al 1970 el cap de desenvolupament de Lamborghini, Bob Wallace va usar un xassís de Miura per crear un prototip que complís amb l'Apèndix J de les regulacions de carreres de la FIA. El prototip va ser anomenat Jota i se'n va construir un de sol, el qual després de les proves i homologacions, va acabar venut a un particular. L'abril del 1971, l'automòbil es va estavellar a la carretera de circumval·lació de Brescia, encara sense obrir, tot incendiar-se posteriorment.

### Miura P400 SV / J
Havent pres coneixement de les altes prestacions del Jota, alguns clients de la firma van voler tenir-lo a el seu garatge. Lamborghini no estava disposada a afrontar els costos de producció del Jota i va oferir crear una versió millorada dels SV existents. Aquest model conegut com a SV / J va implicar millores a la seva motorització, la suspensió i els acabats interiors i exteriors. De les cinc unitats del Miura SV / J construïdes a la fàbrica mentre el Miura P400SV es trobava encara en producció, es van construir dues de nou i tres es van convertir des de SV existents. Totes encara existeixen. Un d'aquests automòbils, el xassís # 4934, va ser construït per al Shah de l'Iran Mohammad Reza Pahlavi. El Sha mantenia aquest cotxe sota vigilància armada amb un altre SV al Palau Reial, a Teheran. Després que van fugir del país durant la Revolució iraniana, els seus cotxes van ser confiscats pel govern iranià. El SV/J es va vendre a Dubai el 1995. Al 1997, aquest automòbil va ser venut a través d'una subhasta de Brooks, a en Nicolas Cage, per 490.000 $, convertint-se en el Miura amb el preu més alt mai venut en una subhasta. Cage es va vendre el cotxe l'any 2002. Un sisè SV / J va ser construït a la fàbrica de Lamborghini entre 1983 i 1987, a partir d'un xassís Miura P400S sense utilitzar. Aquest va ser construït per Jean Claude Mimran, un dels germans Mimran, llavors propietari de Lamborghini. Altres Miura han estat millorats posteriorment d'acord amb les especificacions SV / J (tractant d'imitar els SV / J originals) en diferents tallers de Suïssa, EUA i Japó.